# 全麥麵粉
全麥麵粉是一種可作為食品成分的褐色粉末物質，可通過研磨或搗碎整粒小麥而得，口感較粗、不細緻，經常用於烘焙麵包和其他烘焙類食品。

## 歷史
在18世紀中葉，大多數的麵粉都是全麥麵粉，但從19世紀末開始減少了使用。但現在，因為全麥麵粉含有高比例的纖維，可以改善消化和營養，且人們對健康飲食日漸重視，它們已經重返市場。

## 成分
在美國，白色全麥麵粉是用堅硬的白色春小麥碾磨而成的麵粉，含有麩皮和胚芽。全麥麵粉比只使用胚乳製成的普通麵粉更有營養，膳食纖維和鐵含量是低筋麵粉的三倍左右，維生素B1的含量也很高。另外，全麥麵粉被歸類為未精製的麵粉，添加麩質對整體麵粉的麵團產生了多種影響：一方面使麵團比同樣白麵粉吸收了更多的水分；另一方面使得麵包師傅在用其來製作麵包時需要減少揉面。此外，以各種比例混合白麵粉和全麥麵粉也很常見。

## 製作
全麥麵粉商業生產過程的步驟：
1. 清潔：利用水流和篩子去除雜質，如其他穀物、樹枝與岩石等。
2. 去除麩皮的最外層。
3. 混合：為了使同一批製作出來的全麥麵粉能有相同的品質，通常會將幾個不同的小麥品種混合在一起去製作麵粉。
4. 加入水：加水至水分含量約為12-14%，以軟化穀物以便於研磨。
5. 研磨
6. 加熱：使脂肪酶失去活性。
7. 包裝[8][9]

## 保存
由於全麥麵粉比一般麵粉多包含了一定比例的胚芽及麩皮，而胚芽的脂肪含量高，容易氧化產生油耗味，因此全麥麵粉較不易保存。

## 食用

### 适宜食用與适量食用的情況
全麦面粉十分适合老年人和體重肥胖者食用，而孕妇及婴幼儿則應适量食用。

## 圖集

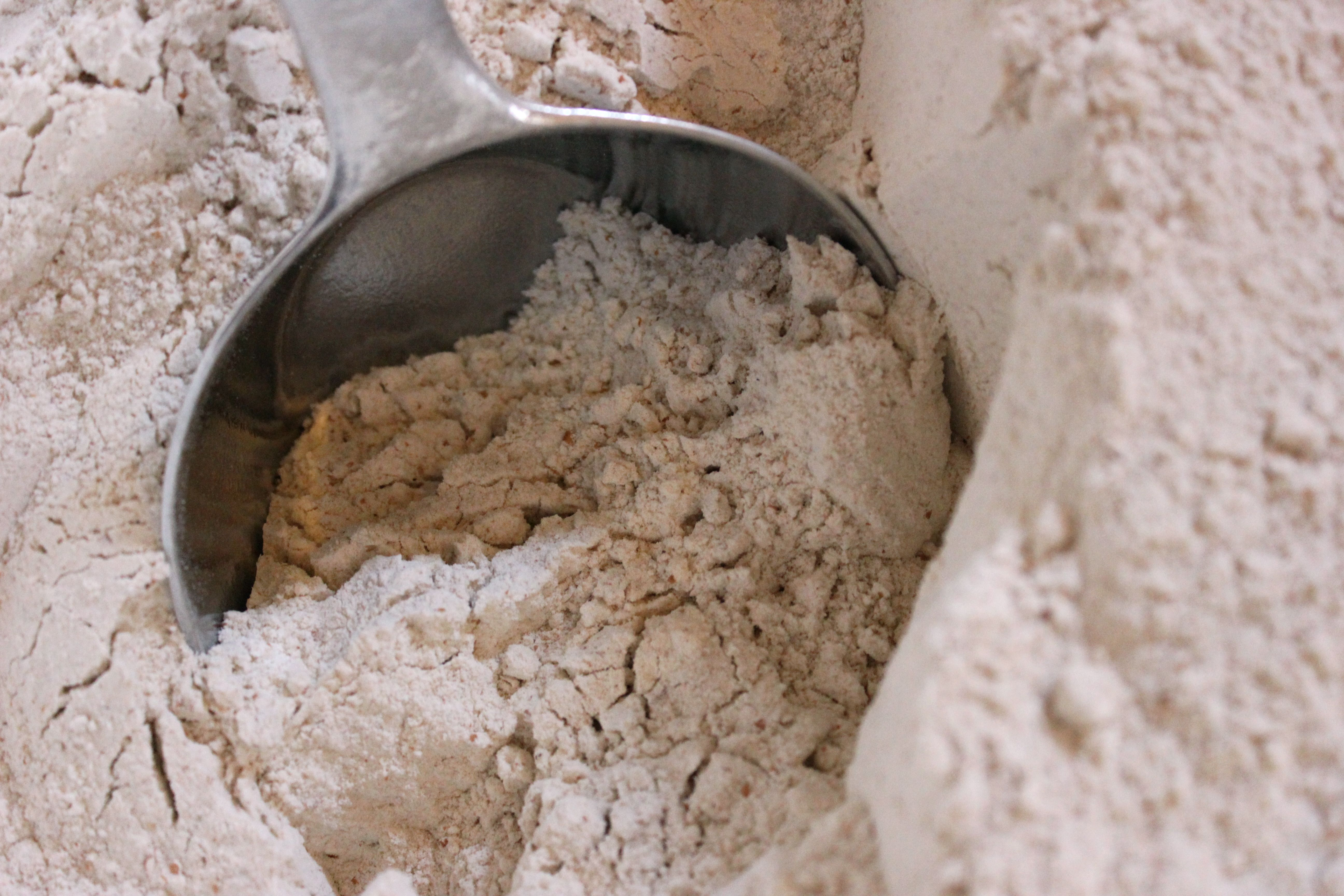
全麥麵粉
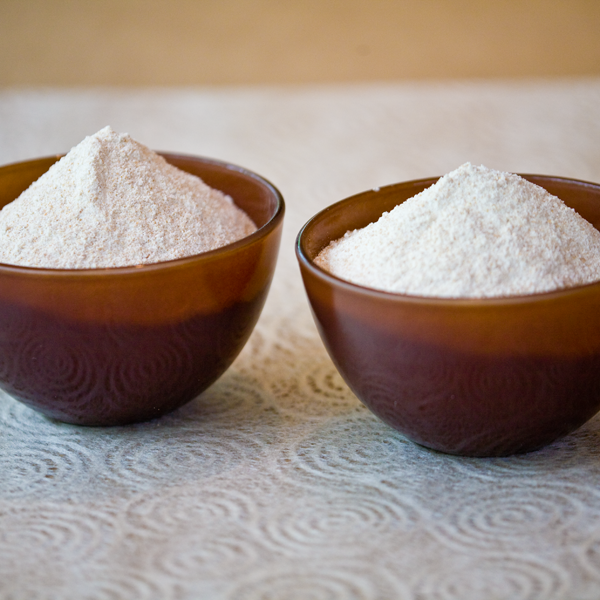
一碗全麥麵粉